# Classe Kilo
La classe Kilo o Progetto 877 Paltus (in cirillico: Проект 877 Па́лтус, nome in codice NATO: Kilo) è una classe di sottomarini diesel-elettrici di fabbricazione sovietica entrati in servizio presso la flotta della marina sovietica a partire dai primi anni ottanta ed il cui nome in codice è divenuto, in Occidente, più noto dell'originale denominazione di progetto.
Progettati per portare a termine missioni di ricognizione, sorveglianza e di attacco contro obiettivi sottomarini e di superficie di vario tonnellaggio, hanno dimensioni molto compatte che li rendono in grado di operare in acque relativamente basse.
Tale compattezza, abbinata all'elevata silenziosità alle basse velocità che le è valso il soprannome di "buco nero" da parte della US Navy, ha permesso ai Kilo di ottenere un ottimo successo commerciale, in particolare tra le forze armate del continente asiatico.
Una nuova versione, denominata Progetto 636.1 Varšavjanka, è entrata in servizio a partire dagli negli anni novanta, mentre, tra i ranghi della marina russa, le unità giunte al termine della propria vita operativa stanno venendo progressivamente sostituite da nuove unità del Progetto 636.3, ulteriore ammodernamento della precedente.

## Tecnica
Il suo doppio scafo resistente in acciaio assicura una resistenza ai colpi elevata, in quanto un eventuale danno allo scafo esterno viene assorbito dal contenuto dell'intercapedine tra i due scafi, che normalmente consiste in bombole di aria compressa e batterie, prima di sfogarsi sullo scafo interno ed aprire di conseguenza delle vie d'acqua (falle). In questo caso, il battello risentirebbe senz'altro della menomazione, ma avrebbe comunque maggiori probabilità di sopravvivenza. Lo scafo interno è diviso in sei compartimenti stagni e la galleggiabilità è assicurata anche con uno di essi allagato. I piani di manovra sono posti sullo scafo in alto, poco avanti rispetto alla falsa torre.
La silenziosità su questi battelli è stata molto curata, e la superficie esterna è rivestita di piastrelle anecoiche, per ridurre l'effetto di riflessione delle onde emesse dai sonar; inoltre abbatte anche la quantità di rumore che esce dal sottomarino
Nuovi modelli più perfezionati, classe Kilo di seconda generazione, sono stati realizzati, anche con propulsione del tipo Air Independent Propulsion (AIP). Un motore AIP incrementa l'autonomia del sommergibile, in quanto diminuisce drasticamente la necessità di emersione dell'unità, rispetto al precedente utilizzo dello snorkel (molto rumoroso) per ricaricare le batterie.

## Operatori
I Kilo sono sottomarini con elevate caratteristiche di velocità e silenziosità. Sono stati realizzati in parecchi esemplari, ed hanno avuto un enorme successo nel campo dell'esportazione, i paesi del Medio Oriente e la Cina ne hanno ordinati numerosi e tutto ciò costituisce una grande risorsa economica per la Russia, considerando che ogni Kilo ha un valore di circa 300.000.000 $, ma così facendo, svende tecnologie sensibili a nazioni che non sarebbero mai capaci di crearle. 

## Unità

### Progetto 877 Paltus
| Operatore | Nome                         | Impostazione      | Varo              | Entrata in servizio | Flotta       | Stato       | Radiazione | Note                  |
| --------- | ---------------------------- | ----------------- | ----------------- | ------------------- | ------------ | ----------- | ---------- | --------------------- |
| Russia    | -                            | 16 marzo 1980     | 12 settembre 1980 | 31 dicembre 1980    | -            | Radiata     | 2001       |                       |
| Russia    | Chita                        | 22 febbraio 1981  | 23 agosto 1981    | 30 dicembre 1981    | del Pacifico | Radiata     | 2013       |                       |
| Russia    | Vyborg                       | 23 febbraio 1982  | 16 settembre 1982 | 23 febbraio 1983    | del Baltico  | Radiata     | 2018       |                       |
| Russia    | -                            | 23 febbraio 1983  | 15 luglio 1983    | 30 ottobre 1983     | -            | Radiata     | 2002       |                       |
| Russia    | -                            | 7 maggio 1983     | 24 settembre 1983 | 30 dicembre 1983    | -            | Radiata     | 2002       |                       |
| Russia    | Novosibirsk                  | 6 ottobre 1982    | 15 marzo 1984     | 30 settembre 1984   | del Nord     | Radiata     | 2012       |                       |
| Russia    | Vologda                      | 24 agosto 1983    | 29 settembre 1984 | 30 dicembre 1984    | del Nord     | Radiata     | 2016       |                       |
| Russia    | Tyumenskiy Komsomolets       | 20 aprile 1984    | 21 settembre 1984 | 30 dicembre 1984    | -            | Radiata     | 2002       |                       |
| Polonia   | Orzeł                        | 1984              | 1985              | 1985                |              | Attivo      |            |                       |
| Romania   | Delfinul                     | 1984              | 1985              | 1985                |              | Attivo      |            | In riserva dal 1995   |
| India     | Sindhughosh                  | 29 maggio 1983    | 29 luglio 1985    | 25 novembre 1985    |              | Attivo      |            |                       |
| Russia    | -                            | 6 maggio 1985     | 27 agosto 1985    | 30 dicembre 1985    |              | Radiata     | 2005       |                       |
| Russia    | Dmitrov                      | 15 ottobre 1984   | 30 aprile 1986    | 25 settembre 1986   | del Baltico  | Attivo      |            |                       |
| India     | Sindhudhvaj                  | 1º aprile 1986    | 27 luglio 1986    | 25 novembre 1986    |              | Attivo      |            |                       |
| Algeria   | Rais Hadj Mubarek            | 1985              | 1986              | 29 novembre 1986    |              | Attivo      |            | modernizzato nel 2010 |
| Russia    | -                            | 21 marzo 1987     | 26 settembre 1987 | 30 gennaio 1988     |              | Radiata     | 2005       |                       |
| India     | Sindhuraj                    | 1986              | 1987              | 2 settembre 1987    |              | Attivo      |            | modernizzato nel 2001 |
| Algeria   | El Hadj Slimane              | 1986              | 1987              | 25 novembre 1987    |              | Attivo      |            | modernizzato nel 2011 |
| Birmania  | UMS Minye Theinkhathu        | 15 maggio 1987    | 13 settembre 1987 | 25 dicembre 1987    |              | Attivo      |            | modernizzato nel 1999 |
| Russia    | Svyatoi Nikolai Chudotvorets | 21 marzo 1987     | 26 settembre 1987 | 30 gennaio 1988     | del Pacifico | Sconosciuto |            |                       |
| India     | Sindhuratna                  | 1987              | 1988              | 14 agosto 1988      |              | Attivo      |            | modernizzato nel 2003 |
| India     | Sindhukesari                 | 20 aprile 1988    | 16 agosto 1988    | 29 ottobre 1988     |              | Attivo      |            | modernizzato nel 2001 |
| Russia    | Yaroslavl                    | 29 settembre 1986 | 30 luglio 1988    | 27 dicembre 1988    | del Nord     | Attivo      |            |                       |
| Russia    | Nurlat                       | 15 aprile 1988    | 3 settembre 1988  | 30 dicembre 1988    | del Pacifico | Attivo      |            |                       |
| Russia    | Kaluga                       | 5 marzo 1987      | 7 maggio 1989     | 30 settembre 1989   | del Nord     | Attivo      |            | modernizzato nel 2012 |
| India     | Sindhukirti                  | 5 aprile 1989     | 26 agosto 1989    | 30 ottobre 1989     |              | Attivo      |            | modernizzato          |
| Russia    | Ust'-Kamchatsk               | 26 maggio 1989    | 23 settembre 1989 | 30 gennaio 1990     | del Pacifico | Attivo      |            |                       |
| Russia    | Vladikavkaz                  | 25 febbraio 1988  | 29 aprile 1990    | 30 settembre 1990   | del Nord     | Attivo      |            | modernizzato nel 2015 |
| India     | Sindhuvijay                  | 6 aprile 1990     | 27 luglio 1990    | 27 ottobre 1990     |              | Attivo      |            | modernizzato nel 2007 |
| Russia    | Alrosa                       | 17 maggio 1988    | settembre 1989    | 30 dicembre 1990    | Mar Nero     | Attivo      |            | in ammodernamento     |
| Russia    | Magnitogorsk                 | 26 ottobre 1988   | 22 settembre 1990 | 30 dicembre 1990    | del Nord     | Attivo      |            |                       |
| Russia    | Ust'-Bolsheretsk             | 5 maggio 1990     | 4 ottobre 1990    | 30 dicembre 1990    | del Pacifico | Attivo      |            |                       |
| Iran      | Taregh                       | 5 aprile 1991     | 25 settembre 1991 | 25 dicembre 1991    |              | Attivo      |            |                       |
| Russia    | Komsomolsk-on-Amur           | 7 maggio 1991     | 5 ottobre 1991    | 30 dicembre 1991    | del Nord     | Attivo      |            |                       |
| Russia    | Lipetsk                      | 3 novembre 1989   | 27 luglio 1991    | 30 dicembre 1991    | del Nord     | Attivo      |            |                       |
| Russia    | Krasnokamensk                | 8 maggio 1992     | 25 settembre 1992 | 30 dicembre 1992    | del Nord     | Attivo      |            |                       |
| Iran      | Noah                         | 30 aprile 1992    | 16 ottobre 1992   | 31 dicembre 1992    |              | Sconosciuto |            |                       |
| Russia    | Mogocha                      | 22 aprile 1993    | 6 ottobre 1993    | 22 gennaio 1994     | del Nord     | Attivo      |            |                       |
| Cina      | Yuan Zheng 64 Hao            |                   | 1994              | 10 novembre 1994    |              | Attivo      |            |                       |
| Cina      | Yuan Zheng 65 Hao            |                   | 1995              | 14 agosto 1995      |              | Attivo      |            |                       |
| Iran      | Yunes                        | 5 febbraio 1992   | 12 luglio 1994    | 2 settembre 1996    |              | Attivo      |            |                       |
| India     | Sindhurakshak                | 16 febbraio 1995  | 26 giugno 1997    | 2 ottobre 1997      |              | Radiata     |            |                       |
| India     | Sindhurashtra                | 12 dicembre 1998  | 14 ottobre 1999   | 16 maggio 2000      |              | Attivo      |            |                       |

### Progetto 636
| Operatore | Nome              | Impostazione      | Varo              | Entrata in servizio | Stato  |
| --------- | ----------------- | ----------------- | ----------------- | ------------------- | ------ |
| Cina      | Yuan Zheng 66 Hao | 16 luglio 1996    | 26 aprile 1997    | 26 agosto 1997      | Attivo |
| Cina      | Yuan Zheng 67 Hao | 28 agosto 1997    | 18 giugno 1998    | 25 ottobre 1998     | Attivo |
| Cina      | Yuan Zheng 68 Hao | 18 ottobre 2002   | 27 maggio 2004    | 20 ottobre 2004     | Attivo |
| Cina      | Yuan Zheng 69 Hao | 18 ottobre 2002   | 19 agosto 2004    | 2005                | Attivo |
| Cina      | Yuan Zheng 70 Hao | 2004              | maggio 2005       | 2005                | Attivo |
| Cina      | Yuan Zheng 71 Hao | 2004              | 2005              | 2005                | Attivo |
| Cina      | Yuan Zheng 72 Hao | 2005              | 2005              | 2006                | Attivo |
| Cina      | Yuan Zheng 73 Hao | luglio 1992       | 8 maggio 2004     | 5 agosto 2005       | Attivo |
| Cina      | Yuan Zheng 74 Hao | 29 maggio 2003    | 21 maggio 2005    | 30 dicembre 2005    | Attivo |
| Cina      | Yuan Zheng 75 Hao | 29 maggio 2003    | 14 luglio 2005    | 30 dicembre 2005    | Attivo |
| Algeria   | Messali el Hadj   | 2006              | 20 novembre 2008  | 28 agosto 2009      | Attivo |
| Algeria   | Akram Pacha       | 2007              | 9 aprile 2009     | 29 ottobre 2009     | Attivo |
| Vietnam   | Hà Nội            | 25 agosto 2010    | 28 agosto 2012    | 3 aprile 2014       | Attivo |
| Vietnam   | Hồ Chí Minh City  | 28 settembre 2011 | 28 dicembre 2012  | 3 aprile 2014       | Attivo |
| Vietnam   | Hải Phòng         |                   | agosto 2013       | 1 agosto 2015       | Attivo |
| Vietnam   | Khánh Hoà         | 2013              | 28 marzo 2014     | 1 agosto 2015       | Attivo |
| Vietnam   | Đà Nẵng           |                   | 28 dicembre 2014  | 28 febbraio 2017    | Attivo |
| Vietnam   | Bà Rịa-Vũng Tàu   | 28 maggio 2014    | 28 settembre 2015 | 28 febbraio 2017    | Attivo |
| Algeria   | El Ouarsenis      | 2015              | 14 marzo 2017     | 9 gennaio 2019      | Attivo |
| Algeria   | El Hoggar         |                   | 18 giugno 2018    | 9 gennaio 2019      | Attivo |

### Progetto 636.3
| Operatore | Nome                     | Impostazione     | Varo             | Entrata in servizio | Flotta       | Stato     | |
| --------- | ------------------------ | ---------------- | ---------------- | ------------------- | ------------ | --------- | --- |
| Russia    | Novorossiysk             | 20 agosto 2010   | 28 novembre 2013 | 22 agosto 2014      | Mar Nero     | Attivo    | |
| Russia    | Rostov-na-Donu           | 21 novembre 2011 | 26 giugno 2014   | 30 dicembre 2014    | Mar Nero     | Affondato | Colpito e danneggiato durante un raid missilistico ucraino il 13 settembre 2023. Colpito nuovamente ed affondato durante un raid missilistico ucraino il 2 agosto 2024 mentre era ormeggiata nel porto di Sebastopoli. |
| Russia    | Stary Oskol              | 17 agosto 2012   | 28 agosto 2014   | 25 giugno 2015      | Mar Nero     | Attivo    | |
| Russia    | Krasnodar                | 20 febbraio 2014 | 25 aprile 2015   | 5 novembre 2015     | Mar Nero     | Attivo    | |
| Russia    | Velikiy Novgorod         | 30 ottobre 2014  | 18 marzo 2016    | 25 ottobre 2016     | Mar Nero     | Attivo    | |
| Russia    | Kolpino                  | 30 ottobre 2014  | 31 maggio 2016   | 24 novembre 2016    | Mar Nero     | Attivo    | |
| Russia    | Petropavlovsk-Kamchatsky | 28 luglio 2017   | 28 marzo 2019    | 25 novembre 2019    | del Pacifico | Attivo    | |
| Russia    | Volkhov                  | 28 luglio 2017   | 26 dicembre 2019 | 24 ottobre 2020     | del Pacifico | Attivo    | |
| Russia    | Magadan                  | 1 novembre 2019  | 26 marzo 2021    | 5 ottobre 2021      | del Pacifico | Attivo    | |
| Russia    | Ufa                      | 1 novembre 2019  | 2021             | 12 ottobre 2022     | del Pacifico | Attivo    | |
| Russia    | Mozhaysk                 | 2021             | 2022             | 28 novembre 2023    | del Pacifico | Attivo    | |
| Russia    |                          | 2021             | 2022             | 2024                | del Pacifico | in ordine | |
| Russia    |                          |                  |                  |                     | del Baltico  | in ordine | |

## Cultura di massa
I sottomarini della classe Kilo sono descritti in alcuni romanzi di Patrick Robinson tra cui Classe Nimitz e Classe Kilo, scritti con la consulenza di sir John "Sandy" Woodward, ex comandante britannico di sottomarini.

## Voci correlate

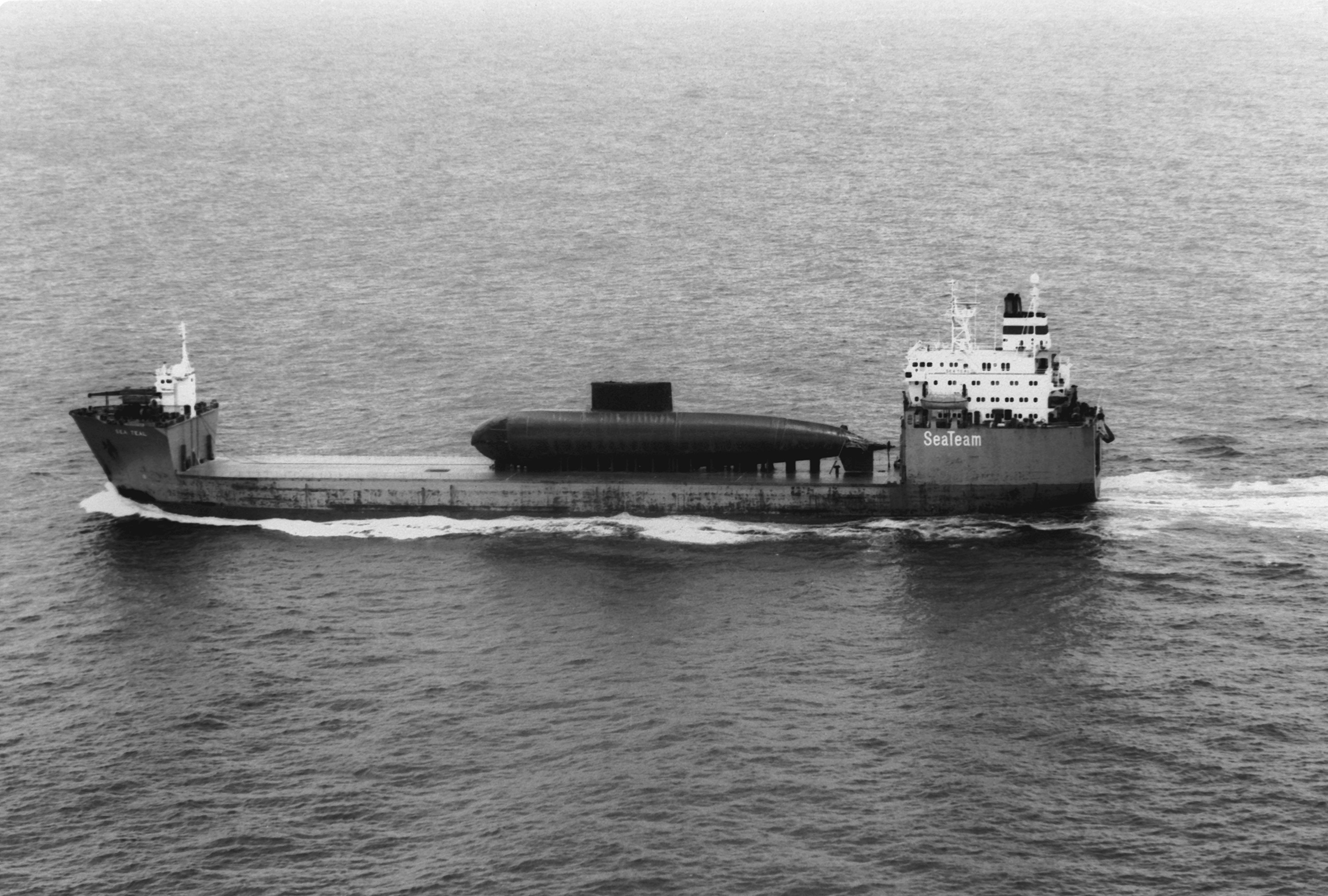
Un Kilo cinese trasportato dalla SS Sea Tal.